# Bundesstraße 489
Pour les articles homonymes, voir Route 489.
La Bundesstraße 489 est une Bundesstraße du Land de Hesse.

## Histoire
La B 489 existe depuis 1967. Elle représente une liaison courte entre la Bundesstraße 455 et la Bundesstraße 457.

## Source
- (de) Cet article est partiellement ou en totalité issu de l’article de Wikipédia en allemand intitulé « Bundesstraße 485 » (voir la liste des auteurs).